# Csodavár
Romániában, Erdélyben, a Bihar-hegység szívében, a Pádis-fennsíkon található a hegység leglátványosabb barlangja, a Csodavár (románul Cetățile Ponorului), amelynek a bejárata, a Portál, lett a hegység szimbóluma.

## Története
A barlangot 1887-ben fedezte fel Tóbiás Miklós uradalmi erdész, és K. Nagy Sándor írt róla először, a Biharország című könyvében. Czárán Gyula, az erdélyi turizmus apostola építette ki a Csodavár körüli dolinarendszert (turistautakat jelölt ki és tett járhatóvá, kilátókat épített, amelyekről csodálatos kilátás nyílik a Csodavárra), de a barlang tulajdonképpeni feltárása csak 1929-ben kezdődött, amikor Emil Racoviță által vezetett csapat kezdte feltárni a bejárati szakaszt. 1949-ben a kolozsvári Barlangtani Intézet kezdeményezésére folytatódtak a feltáró munkák. 1951-től kezdve több nagy expedíciót szerveztek, és 1957-ben sikerült eljutni a végszifonig. 1972-ben egy brassói alpinista csapatnak sikerült megmászni a végszifon fölötti sziklafalat, de nem találtak továbbvezető utat.

## Földrajzi helyzete
A Csodavár a Bihar-hegységben, a Pádis-fennsíkon található. Lévén a Vár patak völgyének legmélyebben levő pontja (950 méter), itt gyűlik össze a vidék vizeinek jelentős hányada. Itt egyesül a Vár patak az Elveszett Világból, illetve a Hamlet-barlangból átjutó víztömeggel, hogy majd a Csodavár barlangrendszeren keresztül a Galbina-forrásnál bukkanjanak ismét a felszínre.

## Megközelítés
A barlang legegyszerűbben a Glăvoi-rétről közelíthető meg. A rét déli sarkában elhagyjuk a táborozóhely végét jelző sorompót, és az erdőkitermelő úton haladunk, amíg elérjük a jobbra letérő kék pont jelzést. Utunk az erdőben folytatódik, és rövid időn belül egy elágazáshoz érünk. Itt egyenesen előre megyünk, és egy újabb kaptató után felérünk az I.-es Dolina peremére. Innen egy acéllépcső maradványait követve ereszkedünk lefele. Egy idő után csak acélsodronyok vannak a falba rögzítve, hogy a leereszkedést biztonságosabbá tegyék.

## A barlang

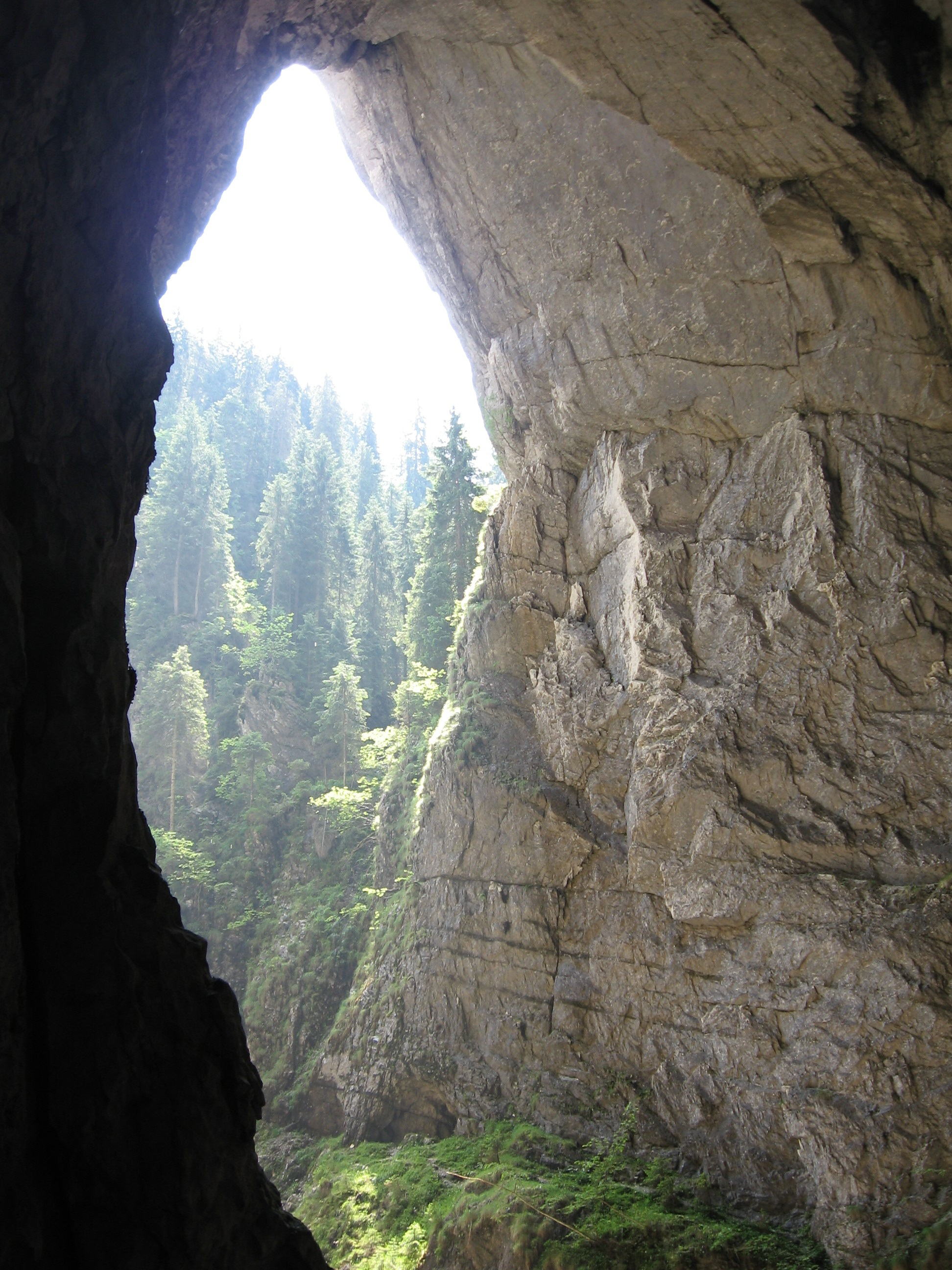
A Csodavár sziklakapuja

A dolina szélén a Portál lélegzetelállító látványa fogad. A 73 méter magas és 30 méter széles bejárat egy hatalmas, gótikus kapura emlékeztet. A barlang első szakasza nagyon könnyen járható, szinte minden felszerelés nélkül. A folyosó körülbelül 8 méter széles és 20 méter magas. Jobb oldalról, egy hatalmas ablakon keresztül a napfény is lejut a barlang aljáig. Ez a szakasz a második dolináig tart. A turistaút itt a felszínre kanyarodik, a továbbiakban már csak barlangász felszereléssel lehet továbbjutni.
Ám barlang legérdekesebb része csak ez után következik. Jobbra van a letérő ami a barlang további részébe vezet; 
a járat továbbra is széles és magas. A sziklák több helyen is elzárják a patak útját, és tavakat képeznek. Alacsony vízállás esetén a tavak egy részét át lehet lábalni, de mindenképpen ajánlott a gumicsónak és a neoprén ruha. 
Az első tó vize általában sekély, és a jobb oldalán át lehet kelni. A tó után a járat teremmé szélesedik, és ennek a végében, baloldalt, 30 méter magasságban van egy körülbelül 300 méteres, fosszilis járat.
A továbbiakban következik a Tábor-terem, ami után az első vízesés robaja töri meg a barlang csendjét. Innen már csak alpin technikával juthatunk tovább.
A patak jobb partján haladunk tovább. Rövidesen következik az első tó, amin csak csónakkal juthatunk keresztül.  Egy sziklákkal sűrűn teleszórt szakasz következik, ahol gyakran a besodródott rönkök is nehezítik a továbbjutást, ezután elérjük a második tavat. A járat kitágul, 10-12 méter széles és 60-70 méter magas lesz, ami egy eróziós formákat mutató sziklafallal zárul. Következik a harmadik, majd a negyedik tó, utána a víz egy szifonon keresztül folytatja az útját. Ezt az akadályt egy jobboldalt nyíló, száraz járaton keresztül kerülhetjük meg. Ez a járat a közel 100 méter hosszú, a 6. tóba torkollik. A tó után a balról előbukkanó szifon vizével találkozunk ismét. A 7. tó után következik a barlang legmagasabb része, a Kőomlásos-terem, ami több mint 100 méter magas. Újabb tavak következnek. A 9. tó után levő Iszapkastély-teremben megcsodálhatjuk az érdekes formájú sztalagmitokat.
A 11. tó után egy sziklafalat kell megmászni. Amint a szikla túlsó felén visszaereszkedünk a patak szintjéig, elérkezünk a 12. tóhoz. Az itt húzódó Kanalacskás-járat szép mészkőlerakodásaival tűnik ki.  A 14. tavat elérve eljutottunk az utunk végpontjához. A patak vize egy szifonon keresztül folytatja az útját, és a továbbvezető utat még nem sikerült megtalálni. A végszifon felett egy 120 méteres sziklafal nyújtózik a mennyezet felé. Ezt megmászva egy vakon végződő járatba jutunk.
A végszifonnál sok törmelék van összegyűlve. A rönkök látványos gátat alkotnak, amire nagyon veszélyes lenne felmászni, mert a fatörzsek csak lazán illeszkednek egymáshoz, könnyen kibillenhetnek, és maguk alá temethetik azt, aki felmászott rájuk.

## Élővilága
A gazdag élővilág még nem volt teljes mértékben felleltározva. A barlangban fellelhető élőlények  között megemlítendő a dögbogarak egyik családjába tartozó Pholeuon knirschi cetatensis és egy, a Bathynellacea alrendbe tartozó maradványrák.

## Látogatás
A barlang kezdeti, két dolina közötti szakasza szabadon látogatható. A további rész látogatása engedélyhez kötött. Az engedélyt a körzeti erdészeti hivatal, illetve a hegyi- és barlangi mentő szolgálat bocsátja ki. Kizárólag tapasztalt barlangászoknak ajánlott.  Szükséges csapatfelszerelés: gumicsónakok, 40 méter kötél, legalább 12 fül.